# 東京電力リニューアブルパワー
東京電力リニューアブルパワー株式会社（とうきょうでんりょくリニューアブルパワー、英: TEPCO Renewable Power, Incorporated）は、東京電力ホールディングスの再生可能エネルギー発電事業会社である。略称は、東電RP。
東京電力ホールディングス（旧・東京電力）の再生可能エネルギー発電（水力発電・太陽光発電・風力発電）を2020年（令和2年）4月に引き継いだ会社である。日本国内最大の再生可能エネルギー発電事業者であり、水力発電所など1千万kW弱の再生可能エネルギー電源を保有する。

## 事業内容

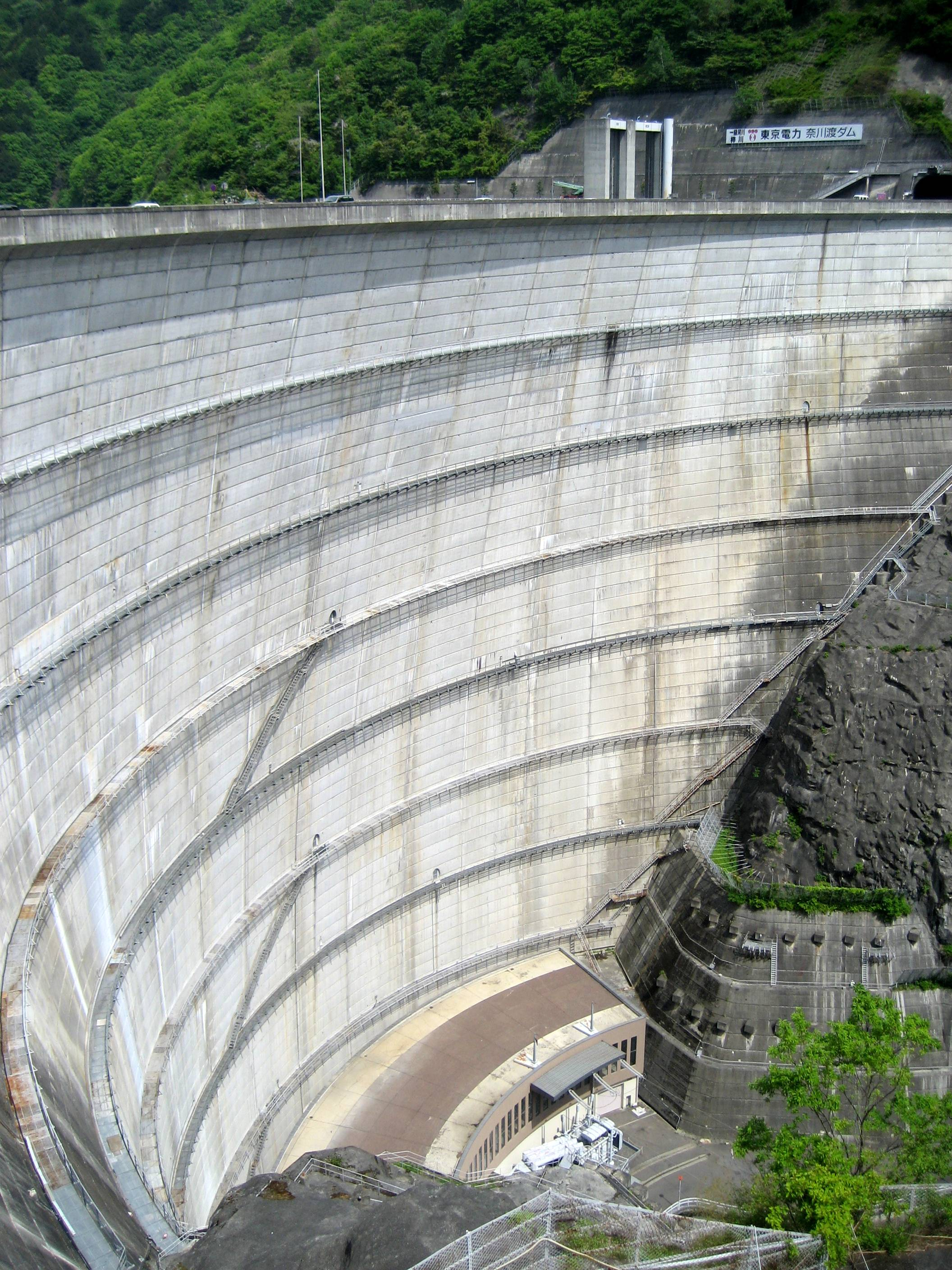
奈川渡ダム（長野県松本市）。東京電力が梓川に築いた発電用ダムであり、東京電力リニューアブルパワーが引き継いだ。

2020年（令和2年）4月時点で、水力発電所163箇所・最大出力9,873,360 kW、太陽光発電所3箇所・最大出力30,000 kW、風力発電所2箇所・最大出力20,770 kWを運営する（合計9,924,130 kW）。
当社の発電所で発生した電気は、小売電気事業者に卸売りする。年間の売上高は、約1千億円を見込む。東電RP自身も小売電気事業者の登録を受けているため、自社で発生した電気を一般の需要家に販売・供給することもできる。

## 沿革
太陽光発電や風力発電は、発電時に二酸化炭素を排出しないなどの特長があるものの、発電コストが高い、出力が安定しないなどの難点があった。しかし、2010年代になって急速なコストダウンが見られ、コスト低下が今後も続くと見込まれるようになったため、2018年（平成30年）7月に閣議決定された第5次エネルギー基本計画では、再生可能エネルギーの主力電源化の方針が打ち出された。
東京電力グループは、再生可能エネルギーの主力電源化を推進すべく、日本国内外で六、七百万kWの再生可能エネルギー電源を開発する目標を立てた。そのためには、認知度向上、迅速な意思決定、資金調達ができる体制が必要と判断し、事業持株会社である東京電力ホールディングスから再生可能エネルギー発電事業を分社化することを決定した。
2019年（令和元年）10月、東京電力ホールディングス (HD) の100%子会社として、東京電力リニューアブルパワー株式会社 (RP) が設立された。その後、両者の間で、HDからRPに事業を移管する契約が締結された。2020年（令和2年）4月、HDは、リニューアブルパワー・カンパニーと風力事業推進室の事業をRPに移管し、約1,100人がHDからRPに移った。HDが保有する東京発電とユーラスエナジーホールディングスの株式も、RPに移管した。
| 事業             | 事業                   | 2016年3月まで | 2016年4月から              | 2019年4月から              | 2020年4月から                |
| ---------------- | ---------------------- | ------------- | -------------------------- | -------------------------- | ---------------------------- |
| グループ経営管理 | グループ経営管理       | 東京電力      | 東京電力ホールディングス   | 東京電力ホールディングス   | 東京電力ホールディングス     |
| 発電             | 再エネ（水力・新エネ） | 東京電力      | 東京電力ホールディングス   | 東京電力ホールディングス   | 東京電力リニューアブルパワー |
| 発電             | 火力                   | 東京電力      | 東京電力フュエル&パワー    | JERA                       | JERA                         |
| 発電             | 原子力                 | 東京電力      | 東京電力ホールディングス   | 東京電力ホールディングス   | 東京電力ホールディングス     |
| 送配電           | 送配電                 | 東京電力      | 東京電力パワーグリッド     | 東京電力パワーグリッド     | 東京電力パワーグリッド       |
| 小売             | 小売                   | 東京電力      | 東京電力エナジーパートナー | 東京電力エナジーパートナー | 東京電力エナジーパートナー   |

2018年11月、ベトナムの水力発電事業者Lao Cai Renewable Energy社のコクサン水力発電所事業への出資で海外事業に進出。
2022年11月1日、スコットランドの洋上風力発電事業者Flotation Energy(FE)社の発行済み株式を100%取得し、子会社化した。
2023年3月27日、Flotation Energy社を通じてスコットランド沖合の2海域における浮体式洋上風力発電所の独占開発権を取得した。いずれも操業期間は2063年までである。